# Rudnik mrkog ugljena Kreka
Rudnik mrkog ugljena Kreka, rudnik u Kreki.

## Povijest
Otvaranju rudnika je prethodilo austrougarsko zaposjedanje Bosne i Hercegovine 1878. godine, nakon čega je započela industrijalizacija ovog područja.  Već 1880. godine Austro-Ugarska proglasila je državni monopol nad solju. Prvi su tereti ugljena iskopani 22. rujna 1884. godine,na dnevnom kopu izdanku glavnog sloja na lijevoj obali potoka Kreke. Rudnik je isprva radio kao dio Solane u Simin Hanu, otvorenog 1885., za čije je potrebe vađen mrki ugljen. Već sljedeće godine rudnik se osamostalio. Poslije je otvoreno novo okno, Vilma, a potom se otvorio južni revir Krojčica. U svezi s rudnikom započeo je razvitak prometne mreže. Vlak Doboj - Simin Han krenuo je 1886. godine.
Rudnik lignita leži na krekanskoj sinklinali.